# Glaukos Linea
La Glaukos Linea è una struttura geologica della superficie di Europa.